# Иванцево (Пошехонский район)
Иванцево — деревня в Пошехонском районе Ярославской области России. Входит в состав Белосельского сельского поселения.

## География
Деревня находится в северной части области, в подзоне южной тайги, к югу от реки Соги, на расстоянии примерно 14 километров (по прямой) к востоко-юго-востоку от города Пошехонье, административного центра района.

### Климат
Климат характеризуется как умеренно континентальный, с продолжительной холодной зимой и коротким умеренно тёплым летом. Среднегодовая температура воздуха — +2,9…+3,5 °C. Годовое количество атмосферных осадков — 500—750 мм, из которых большая часть выпадает в тёплый период. Преобладающее направление ветра юго-западное.

## История
Близ деревни на Борисоглеском погосте в 1819 году на средства прихожан была построена каменная церковь с колокольней с двумя престолами: в холодной церкви — во имя св. благоверных князей Бориса и Глеба, в теплой — в честь Рождества Христова. 
В конце XIX — начале XX века деревня входила в состав Трушковской волости Пошехонского уезда Ярославской губернии.
С 1929 года деревня входила в состав Благодатского сельсовета Пошехонского района, с 1959 года — в составе Белосельского сельсовета, с 2005 года — в составе Белосельского сельского поселения.

## Население
| 1859 | 1914 | 2002 | 2007 | 2010 |
| ---- | ---- | ---- | ---- | ---- |
| 80   | ↗115 | ↘2   | ↗6   | ↘0   |

### Национальный состав
Согласно результатам переписи 2002 года, в национальной структуре населения русские составляли 100 % из 2 чел.

## Достопримечательности
Близ деревни в урочище Борисоглебский погост расположена недействующая Церковь Рождества Христова (1819).